# Мегера
Меге́ра (др.-греч. Μέγαιρα, «завистливая») — в древнегреческой мифологии самая старшая из трёх эриний, богинь кровной мести, преследующих виновных и доводящих их до безумия. Дочь Эреба и Нюкты (либо рождена Ночью и Тартаром, либо родилась от капель крови, хлынувших при оскоплении Урана). Соответствовала римской Фурине (фурии).
Олицетворение зависти и гнева. Изображали её в виде ужасной женщины со змеями вместо волос аналогично Горгоне Медузе, с оскаленными зубами и бичом в руках.
В переносном значении — злая и сварливая женщина (не только в русском, но и, например, фр. mégère, итал. megera). Именем Мегеры названы бражник Мегера, буроглазка мегера и астероид (464) Мегера, ралука мегера